# Milan Lang
Milan Lang (Volavje kraj Jastrebarskog, 10. rujna 1863. – Samobor, 6. srpnja 1953.), hrvatski učitelj, pisac, prevodilac i etnograf. Brat je zagrebačkog biskupa Josipa Langa.

## Životopis
Lang je cijeli svoj život proveo u Samoboru, iako se rodio u Jastrebarskom. U Samobor je došao 1883. kada se zaposlio kao učitelj gdje se iskazao u svom poslu. Pismenost je, zahvaljujući njemu, porasla.
Za učitelja i orguljaša imenovan je 1884., a ravnateljem je postao 1895. Utemeljio je školsku knjižnicu te prirodoslovnu zbirku koje su djelovale u sklopu škole. Škola je na Langovu inicijativu 1902. nabavila instrumente za sate glazbenog odgoja.
Lang se iskazao i kao aktivan član u neškolskim udrugama. Bio je član Općinskog odbora, tajnik i zborovođa HPD "Jeka" te tajnik vatrogasne postaje.
Zbog svih ovih zasluga Općinsko poglavarstvo proglasio ga je počasnim građaninom Samobora.

## "Samobor-narodni život i običaji"
U knjizi "Samobor-narodni život i običaji" Lang je opisao tadašnji život u Samoboru i njegovoj okolici.
Knjiga je najprije tiskana u "Zborniku za narodni život i običaje" koju je Jugoslavenska akademija znanost i umjetnosti izdavala te je 1915. počela izlaziti kao posebna knjiga.

## Suradnja sa školskim časopisima
Langove su tekstove izdavali brojni školski časopisi: "Smilje", "Mali Hrvat", "Napredak" itd.

## Vanjske poveznice
- Lang, Milan Hrvatska enciklopedija